# Pterygodium
Pterygodium es un género de orquídeas perteneciente a la subfamilia Orchidoideae dentro de la familia Orchidaceae. Tiene 18 especies.
Este es uno de los cinco géneros que pertenecen a la subtribu Coryciinae. Se compone de 18 especies terrestres africanas.

## Distribución
Con excepción de  Pterygodium ukingense  que es endémica del suroeste de Tanzania,  todas las especies de este género son originarios de una zona continua a lo largo de la costa oeste y al sur de Sudáfrica y de los prados de la región centro-este del país, alcanzando a Lesoto, la mayoría ocurren en áreas restringidas. Las especies habitan las colinas a lo largo de la costa y las llanuras al norte sujeto a las lluvias de verano. La única especie que existe en las zonas altas es Pterygodium platypetalum. A diferencia de otras especies de esta subtribu, sólo la floración de P.catholicum parece ser estimulada por el fuego. Muchas especies viven en colonias de veinte a cincuenta individuos, otros en grandes colonias. La floración ocurre generalmente después de la temporada de lluvias.

## Descripción
Son plantas de raíces con pequeños tubérculos ovalados, de los que surgen tallos delicados o robustos, sin pelo, que miden hasta un metro y medio de altura, con hojas suaves a lo largo del tallo, cuando las hojas son muchas, se agrupan sobre la base. La inflorescencia es terminal con muchas flores, generalmente verdoso o amarillento. El sépalo dorsal, está dispuesto a lo largo de los pétalos que forman un casco en forma conjunta, los sépalos laterales asumen diversos formatos, a menudo con una abertura cóncava horizontal. El labio presenta diversas estructuras y la columna contiene dos polinias. Las flores segregan aceite, que es  recogido por abejas de la familia Melittidae, esta actividad sirve para polinizar las flores al llevarse el polen en sus patas.
El análisis molecular sugiere que el género se divide en dos clados diferentes, que pueden ser reconocidos por la presencia o ausencia de brácteas curvadas hacia atrás.

## Taxonomía
El género fue descrito por Peter Olof Swartz  y publicado en Kongl. Vetenskaps Academiens Nya Handlingar 21: 218. 1800.
Etimología
Pterygodium fue propuesto en 1800 por Olof Swartz que eligió este nombre del griego, pteron = "ala" y odas = "semejante", en referencia a la forma en que se abren los sépalos laterales de las flores de la mayoría de sus especies.

## Especies dePterygodium
- Pterygodium acutifolium  Lindl. (1838)
- Pterygodium alatum  (Thunb.) Sw. (1800) - especie tipo -
- Pterygodium caffrum  (L.) Sw. (1800)
- Pterygodium catholicum  (L.) Sw. (1800)
- Pterygodium connivens  Schelpe (1982)
- Pterygodium cooperi  Rolfe (1913)
- Pterygodium cruciferum  Sond. (1846)
- Pterygodium hallii  (Schelpe) Kurzweil & H.P.Linder (1991)
- Pterygodium hastatum  Bolus (1889)
- Pterygodium inversum  (Thunb.) [[Sw. (1800)
- Pterygodium leucanthum  Bolus (1905)
- Pterygodium magnum  Rchb.f. (1867)
- Pterygodium newdigatae  Bolus (1896)
- Pterygodium pentherianum  Schltr. (1897)
- Pterygodium platypetalum  Lindl. (1838)
- Pterygodium schelpei  H.P.Linder (1988)
- Pterygodium ukingense  Schltr. (1915)
- Pterygodium volucris  (L.f.) Sw.]] (1800)